# Гидвиц, Адам
Адам Гидвиц (англ. Adam Gidwitz; род. 1982) — американский писатель, автор одних из самых продаваемых детских книг.

## Биография
Родился 14 февраля 1982 в Сан-Франциско. Его дедушка — Уиллард Гидвиц, был президентом компании Helene Curtis. Через семью своего отца Адам связан с кандидатом в губернаторы от Республиканской партии штата Иллинойс и назначенцем Дональда Трампа — Рональдом Гидвицем.
Рос в Балтиморе, штат Мэриленд. Учился в Колумбийском университете, где специализировался на английской литературе, и провел первый год обучения за границей по университетской программе Oxford/Cambridge Scholars. По окончании вуза работал учителем в школе Saint Ann's School в Бруклине, Нью-Йорк. Некоторое время работал библиотекарем, в настоящее время с женой живёт и работает в Бруклине. Его жена — Лорен Мансия, является профессором средневековой истории Бруклинского колледжа.

## Заслуги
Работа Гидвица «A Tale Dark and Grimm» была названа выбором редакторов New York Times, лучшей детской книгой года по версии журнала Publishers Weekly (2010) и журнала School Library Journal (2010), а также ALA Notable Book 2010 года. Мультсериал, основанный на этой книге, вошел в десятку самых популярных шоу для детей на Netflix в октябре 2021 года.
23 января 2017 года книга «Рассказ инквизитора, или Трое удивительных детей и их святая собака» была удостоена награды Newbery Honor. В этом же году книга получила премию Sydney Taylor Book Award.